# 60ª Brigata fucilieri motorizzata
La 60ª Brigata autonoma fucilieri motorizzata (in russo 60-я отдельная мотострелковая бригада?, 60-ja otdel'naja motostrelkovaja brigada, unità militare 16871) è un'unità di fanteria meccanizzata delle Forze terrestri russe, subordinata alla 5ª Armata combinata delle guardie del Distretto militare orientale e con base a Kamen'-Rybolov.

## Storia

### Unione Sovietica
La brigata è stata inizialmente costituita nel luglio 1942 presso Ussurijsk come 218ª Brigata corazzata, e assegnata alla 25ª Armata del Fronte dell'Estremo Oriente. Il 9 agosto 1945 fu trasferita alle dipendenze della 5ª Armata, con la quale partecipò all'invasione sovietica della Manciuria contro le forze giapponesi. Per le sue azioni durante l'attraversamento del fiume Ussuri, lo sfondamento delle linee fortificate nemiche e la conquista di Mishan, Yanji e Harbin la brigata venne insignita il 19 settembre 1945 dell'Ordine della Bandiera Rossa.
Dopo la fine della seconda guerra mondiale, l'8 dicembre 1945, la brigata è stata riorganizzata nel 218º Reggimento corazzato della 2ª Divisione corazzata, la quale nel corso degli anni ha subito diversi cambi di struttura e denominazione fino a diventare nel 1990 la 127ª Divisione artiglieria mitragliera.

### Federazione Russa
In seguito alla dissoluzione dell'Unione Sovietica la divisione entrò a far parte delle Forze terrestri russe. Nel 2009 è stata ridimensionata, diventando la 59ª Brigata fucilieri motorizzata, mentre sulla base del 218º Reggimento è stata costituita l'attuale 60ª Brigata fucilieri motorizzata.
A partire dal 2022 è stata impiegata durante l'invasione russa dell'Ucraina, combattendo inizialmente sul territorio dell'autoproclamata Repubblica Popolare di Doneck. Ad aprile ha attaccato a sud di Horlivka in direzione di Kostjantynivka, ma senza ottenere successi. Nei mesi successivi è rimasta schierata nell'area di Donec'k. All'inizio del 2023 è stata trasferita nel settore di Velyka Novosilka. Qui la brigata è stata investita dalla controffensiva estiva ucraina, difendendo strenuamente il villaggio di Urožajne insieme alla 136ª Brigata fucilieri motorizzata delle guardie. Il 5 luglio è stato ucciso in combattimento in questo settore il comandante del battaglione corazzato della brigata, maggiore Dmitrij Šljapkin. A causa degli attacchi dei marines ucraini, in particolare della 35ª Brigata fanteria di marina, è stata costretta ad abbandonare la posizione il 15 agosto dopo aver subito gravi perdite. A settembre è invece riuscita, grazie al supporto di unità del VDV, a respingere la 23ª Brigata meccanizzata ucraina da Pryjutne. Nei mesi successivi ha continuato ad operare nel settore, finché a marzo 2024 ha supportato un attacco della 5ª Brigata corazzata e della 37ª Brigata fucilieri motorizzata in direzione di Staromajors'ke. All'inizio di maggio la 5ª e la 60ª Brigata sono riuscite ad avanzare verso Urožajne, mettendo piede nella periferia meridionale del villaggio difeso dalla 58ª Brigata motorizzata. Per ripianare le perdite subite, a giugno la brigata è stata rinforzata con il 1440º Reggimento fucilieri motorizzato (unità militare 95381), composto da personale mobilitato.
All'inizio di agosto il 28º Battaglione fucilieri della brigata è stato trasferito nell'oblast' di Kursk per contrastare l'offensiva ucraina in territorio russo.

## Struttura
- Comando di brigata[19]
- 1º Battaglione fucilieri motorizzato
- 2º Battaglione fucilieri motorizzato
- 3º Battaglione fucilieri motorizzato
- Battaglione corazzato (T-72B)
- Gruppo artiglieria
  - Batteria controllo e ricognizione di artiglieria
  - 1º Battaglione artiglieria semovente (2S19 Msta-S)
  - 2º Battaglione artiglieria semovente (2S19 Msta-S)
  - Battaglione artiglieria lanciarazzi (BM-21 Grad)
  - Battaglione artiglieria controcarri (MT-12 Rapira)
- Gruppo difesa aerea
  - Plotone controllo e ricognizione radar
  - Battaglione missilistico contraereo delle guardie (Tor-M2U)
  - Battaglione artiglieria missilistica contraerei (9K35 Strela-10 e ZSU-23-4 Shilka)
- Battaglione genio
- Battaglione ricognizione
- Battaglione comunicazioni
- Battaglione manutenzione
- Battaglione logistico
- Compagnia comando
- Compagnia guerra elettronica
- Compagnia UAV
- Compagnia difesa NBC
- Compagnia cecchini
- Compagnia medica

## Comandanti
- Colonnello Afanasij Veličko (1942-1945)